# Coenagriocnemis
Coenagriocnemis é um género de libelinha da família Coenagrionidae.
Este género contém as seguintes espécies:
- Coenagriocnemis insulare (Selys, 1872)
- Coenagriocnemis insularis (Selys, 1872)
- Coenagriocnemis ramburi Fraser, 1950
- Coenagriocnemis reuniense (Fraser, 1957)
- Coenagriocnemis rufipes (Rambur, 1842)